# Ulrich I van Oost-Friesland
Ulrich I van Oost-Friesland (Norden, 1408 - Emden, 25 of 26 september 1466 ) was een zoon van de hoofdeling Enno Edzardisna van Norden en Greetsiel en van Gela van Manslagt.
Zijn vader Enno had Nordens Attena geërfd en was hoofdeling van Norden geworden, waardoor Ulrich een belangrijke erfenis verwierf. Door zijn moeder Gela, dochter van Affo Beninga, hoofdman in Pilsum en Manslagt, en van Tiadeka Siartza van Berum, verkreeg hij ook de erfenis van de aanzienlijke familie Cirksena. Gela en haar nicht Frauwa Cirksena ("Sydzena") waren de enige erfgenamen van de Cirksena's van Berum. Enno had van de gelegenheid gebruikgemaakt om zijn zoon uit zijn eerste huwelijk, Ulrichs stiefbroer Edzard uit te huwelijken aan Frauwa. Ulrich en Edzard namen daarbij de familienaam en het wapen van hun echtgenotes aan. Toen Edzard en Frauwa in 1441 zonder nakomelingen allebei aan de pest stierven, erfde Ulrich ook de nalatenschap van de Cirksena's van Berum. Met zijn vader en zijn oudste stiefbroer Edzard sloot Ulrich in 1430 de Freiheitsbund der Sieben Ostfrieslande.
De vrijheidsbond was gericht tegen de heersende Focko Ukena. Edzard wist samen met zijn broer Ulrich een eind te maken aan de macht van de Ukena-partij. Ulrich Cirksena voerde zelf ook een handige huwelijkspolitiek. Zijn eerste vrouw was Folka, erfdochter van hoofdeling Wibet van Esens. Zij droeg hem in 1440 de heerlijkheid Esens over. Na het huwelijk in 1455 van Ulrich Cirksena met Theda, de kleindochter van zijn tegenstander werd het grootste deel van Oost-Friesland verenigd. Slechts de heerlijkheden Jever en Friedeburg handhaafden hun zelfstandigheid. Sibet Attena, een neef en helper van Ulrich kreeg de heerlijkheden Esens, Stedesdorf en Wittmund, die samen het Harlingerland vormden. Het Harlingerland bleef wel onder het oppergezag van de familie Cirksena. Omdat Ocko I tom Brok het gebied in 1381 als leen had opgedragen aan de graaf van Holland, was de status van de heerser van Oost-Friesland onduidelijk. De heerser in Oost-Friesland besloot de situatie te verbeteren door zich direct tot de keizer te wenden. Keizer Frederik III verhief Ulrich daarom in 1464 tot rijksgraaf. De keizer beleende Ulrich I met het rijksgraafschap in Norden, Emden, Emisgonien in Oost-Friesland. Hij moest daarvoor wel een belangrijke geldsom overmaken aan de kanselarij van de keizer, die steeds in geldnood verkeerde.
Ulrich en Theda hadden volgende kinderen:
- Heba (1457 - 1476), gehuwd met graaf Erik I van Schaumburg-Pinneberg,
- Gela (1458) - 1497,
- Enno I (1460 - 1491)
- Edzard I (1461 - 1528)
- Uko (1463 - 1507),
- Almut (1465 - 1522/23).